# Nayef Hawatmeh

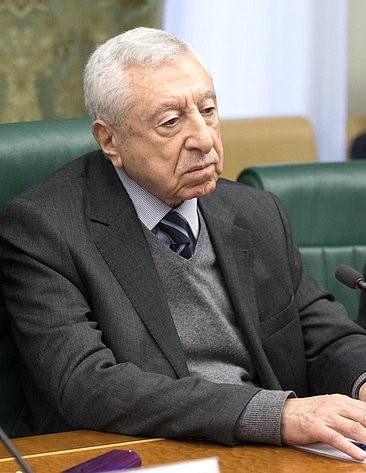
Nayef Hawatmeh (2017)

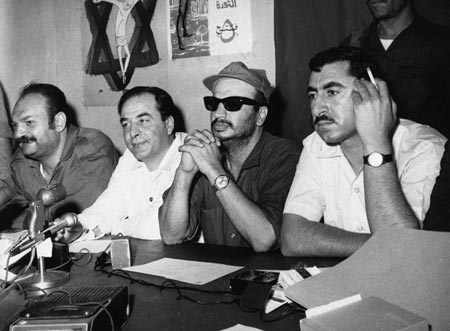
Pressekonferenz in Amman 1970: Hawatmeh, Anführer der DFLP (links von Arafat), Arafat (Mitte, mit Sonnenbrille) und PLO-Sprecher Kamal Butros Nasser (rechts von Arafat), Schriftsteller und Dichter, der aufgrund seiner Integrität als „das Gewissen“ bekannt war.

Nayef Hawatmeh (arabisch نايف حواتمة, DMG Nāyif Ḥawātma; * 17. November 1935 in Salt, Transjordanien) ist ein palästinensischer Politiker. Mit 16 Jahren schloss Hawatmeh sich der Arabischen Nationalbewegung an, war Mitbegründer der Volksfront zur Befreiung Palästinas (PFLP) und am 22. Februar 1969 Mitbegründer von deren Abspaltung, der Demokratischen Front zur Befreiung Palästinas (DFLP). Hawatmeh studierte in Amman und Moskau Medizin, Psychologie und Philosophie und promovierte über die Entwicklung der nationalen Bewegung zu einer linken Bewegung. Er ist der Generalsekretär der DFLP.

## Leben
Hawatmeh stammt aus einer nördlich von Amman ansässigen beduinischen Großfamilie griechisch-katholischer Konfession, die im ganzen historischen Palästina lebte. Die Schule besuchte er in Amman. 1955 ging er nach Kairo zum Medizinstudium, brach dieses jedoch nach einem Jahr aus Anlass des Sueskriegs 1956 ab. Nach seiner Rückkehr nach Jordanien arbeitete er als Lehrer, Journalist und Publizist. Später studierte er bis zum Erwerb des Bachelors 1967 Philosophie an der Arabischen Universität Beirut. Seine akademischen Studien vollendete er 1976 in Moskau, wo er über die Entwicklung der nationalen Bewegung zu einer linken Bewegung promovierte. Hawatmeh gehört dem marxistischen Spektrum an.
Als Oberschüler schloss er sich der pan-arabischen Arabischen Nationalistischen Bewegung (ANM) an, als eines der ersten von George Habasch ab Ende 1952 in Jordanien angeworbenen Mitglieder. 1957 war er in Jordanien für die ANM verdeckt politisch aktiv und ging in den Untergrund; die ANM wurde dort 1959 verboten. Nachdem er in Abwesenheit zum Tode verurteilt worden war, ging er über Syrien in den Libanon, wo er ANM-Gruppen in Tripoli und Tyros anführte. Anfang der 1960er Jahre ging er für die ANM in den Irak, wo er wegen Umtrieben gegen Regierungschef Abd al-Karim Qasim für 14 Monate in Haft saß. Einem drohenden Todesurteil entkam er 1963 durch die Fürsprache von Gamal Abdel Nasser, die es ihm auch ermöglichte nach Ägypten auszureisen. Von dort ging Hawatmeh in den Jemen, um sich mit der Front for the Liberation of Occupied South Yemen (FLOSY) am Widerstand gegen die britische Kolonialherrschaft im Süden des Landes zu beteiligen.
Nach einer Amnestie durch König Hussein von Jordanien kehrte er 1967 nach Jordanien zurück. 1968 war er Mitgründer der Volksfront zur Befreiung Palästinas (PFLP). Nach einem Führungsstreit mit George Habasch spaltete er 1969 gemeinsam mit Jassir Abed Rabbo und anderen aus der PFLP die marxistische Demokratischen Front zur Befreiung Palästinas (DFLP) ab, dessen Generalsekretär er ist. Die DFLP bot eine ideologisch strengere marxistische Alternative zu anderen palästinensischen Fraktionen an, die für einen revolutionären Ansatz zur Befreiung Palästinas eintraten. Dabei wurde nicht nur der antikolonialistische und antiimperialistische Kampf betont, sondern auch die Bedeutung der Schaffung eines progressiven und säkularen palästinensischen Staates, der demokratisch und sozialistisch wäre. Nach dem Scheitern des gegen das jordanische Königshaus gerichteten Aufstand des Schwarzen Septembers, bei dem die PDFLP hohe Verluste erlitt, wurde Hawatmeh wie die übrigen PLO-Kämpfer und Funktionäre der PLO aus Jordanien vertrieben und ließ sich im Libanon nieder.
Hawatmeh ist bekannt für die frühe Versuche einen Dialog und Kontakt mit israelischen linken Gruppen herzustellen; er veröffentlichte im April 1974 den ersten Aufruf eines palästinensischen Führers an alle Israelis, der in der israelischen Zeitung Jedi’ot Acharonot und anderen Zeitungen wie The Washington Post, Le Soir, Le Monde und An-Nahar veröffentlicht wurde. Er gehörte zu den ersten, die die Idee eines eigenständigen palästinensischen Staates vertraten und trat für eine auf Verhandlungen mit Israel basierende Zwei-Staaten-Lösung ein. Ab 1969 suchte er den Dialog mit der israelischen Linken, insbesondere der kommunistischen Matzpen. Im April 1974 stieß er eine internationale Medienkampagne an, in der er die Israelis zu einem Friedensschluss auf Grundlage der einschlägigen UN-Resolutionen und des Selbstbestimmungsrechts der Palästinenser aufrief. Wenige Wochen später entzog eine Kommando-Aktion der DFLP in Nordisrael, die nach missglückter Intervention der israelischen Streitkräfte im Maʿalot-Massaker endete und die Hawatmeh von der libanesischen Hauptstadt Beirut aus öffentlich rechtfertigte, dieser Versöhnungsinitiative jede Basis.
Nach der Vertreibung der PLO aus dem Libanon durch Israel 1982 arbeitet Hawatmeh von Syrien aus, von wo aus die DFLP staatliche Unterstützung erhält. Nach Angaben Hawatmehs verlor die von ihm geleitete Organisation bis 1987 bei bewaffneten Auseinandersetzungen 5.000 Mitglieder. Nach 1988 beschränkte die DFLP ihre bewaffneten Aktivitäten auf sporadische Überfälle auf die israelische Grenze.
Zwanzig Jahre nach seiner Verbannung aus Jordanien durfte Hawatmeh das Land erstmals 1990 gemeinsam mit George Habasch anlässlich einer Konferenz in Amman zur Unterstützung Saddam Husseins nach dessen Invasion Kuwaits wieder betreten.
Hawatmeh war gegen die Madrider Konferenz von 1991 und die Unterzeichnung der Prinzipienerklärung über eine vorübergehende Selbstverwaltung (Oslo I) am 13. September 1993. Gemeinsam mit anderen linksorientierten – aber auch islamistischen Organisationen – gründete die DFLP in Opposition zur PLO-Führung in der syrischen Hauptstadt Damaskus die Allianz palästinensischer Kräfte (APF), welche die DFLP allerdings 1996 wieder verließ.
Im Jahr 1999 vereinbarte er ein Treffen mit Jassir Arafat. Hawatmeh schüttelte dem israelischen Präsidenten Ezer Weizmann während der Beerdigung von König Hussein von Jordanien im Februar 1999 die Hand und bezeichnete ihn als „Mann des Friedens“ – ein historischen Händedruck, der in die Geschichte einging und Hawatmeh starke Kritik vormals palästinensischer Verbündeter einbrachte. Im selben Jahr strich das US-Außenministerium die DFLP von ihrer Liste der terroristischen Organisationen.
Hawatmeh lehnte Selbstmordattentate von Palästinenser in Israel ab. 2003 distanzierte er sich von der islamistischen Terrororganisation Hamas und sagte der Süddeutschen Zeitung, dass DFLP-Kämpfer nur innerhalb der nach dem Sechs-Tage-Krieg seit 1947 besetzten Gebiete Palästinas gegen israelische Soldaten und Siedler kämpfe und die Ermordung unbeteiligter Zivilisten ablehne.
Im Jahr 2007 gab Israel an, Hawatmeh zum ersten Mal seit 1967 die Einreise in das Westjordanland genehmigt zu haben, um ihm die Teilnahme an einer Vorstandssitzung der Palästinensischen Befreiungsorganisation (PLO) zu ermöglichen. Israel macht Hawatmeh für das 1974 von einem DFLP-Kommando verübte Maʿalot-Massaker verantwortlich. 2013 bemühte sich die Palästinensische Autonomiebehörde (PA) um eine Genehmigung Israels für eine Übersiedlung Hawatmehs in den von der PA kontrollierten Teil des Westjordanlands, der sich nach Ausbruch des Syrischen Bürgerkriegs vorübergehend in Jordanien niedergelassen.